# Bürgerstiftung Schleswig-Holsteinische Gedenkstätten
Die Bürgerstiftung Schleswig-Holsteinische Gedenkstätten (BGSH) ist eine vom Land Schleswig-Holstein errichtete rechtsfähige  Stiftung bürgerlichen Rechts mit Sitz in Kiel. Die 2002 gegründete, ehrenamtlich geleitete Stiftung ist die für Schleswig-Holstein zentrale Einrichtung zur Förderung von Gedenkstätten und Erinnerungsorten zu den nationalsozialistischen Verbrechen.

## Geschichte

### Entstehung von Orten des Gedenkens
Erste Gedenkorte für die Opfer der NS-Verbrechen entstanden in Schleswig-Holstein bald nach dem Zusammenbruch der NS-Herrschaft und dem Ende des Zweiten Weltkriegs: Das Mahnmal für die Opfer des Naziregimes in Itzehoe (1946), Gedenksteine für die Opfer des Arbeitserziehungslagers Nordmark in Kiel-Russee (1946/47), das sowjetische Memorial für die Opfer des Kriegsgefangenenlagers Gudendorf (1946), der Ehrenfriedhof für die Opfer der "Cap-Arcona-Katastrophe" (1948) und der Gedenkort für die Opfer des Neuengamme-Außenlagers Ladelund (1950) wären hier zu nennen.
Die engere Gründungsgeschichte der Stiftung ist verbunden mit diversen politisch-kulturellen Impulsen: zum einen mit dem auch geschichtspolitisch bedeutsamen Machtwechsel nach 38 Jahren CDU-geführter Landesregierungen im Jahre 1988, zum anderen mit dem Engagement zivilgesellschaftlicher Gruppen und engagierten Einzelnen wie dem Historiker Gerhard Hoch, die sich seit den späten 1970er-Jahren gegen jahrzehntelanges Beschweigen und Verdrängen der besonderen Geschichte des Nationalsozialismus in Schleswig-Holstein und für deren Aufklärung und die Erinnerung an NS-Opfer am historischen Ort der Verfolgung einsetzten. Hierzu zählen der Arbeitskreis zur Erforschung des Nationalsozialismus in Schleswig-Holstein (AKENS), die "KZ-Arbeitsgruppe Husum-Schwesing" und die Initiative "Blumen für Gudendorf". Auch das 1992 gegründete Institut für schleswig-holsteinische Zeit- und Regionalgeschichte (IZRG) in Schleswig trug wesentlich zur wissenschaftlichen Erforschung der NS-Geschichte des Landes bei.
Neben der seit 1990 mit einer auch bundesgeförderten Dauerausstellung ausgestatteten und seit 1995 hauptamtlich betriebenen KZ-Gedenk- und Begegnungsstätte Ladelund (Trägerin: Ev.-Luth. Kirchengemeinde St. Petri Ladelund) wurden 2000 die KZ-Gedenkstätte Kaltenkirchen und im Jahr darauf die Gedenkstätte Ahrensbök gegründet (jeweils von Trägervereinen initiiert und unterhalten). 1962 hatte das Land Schleswig-Holstein die Gedenkstätte Gudendorf zur Erinnerung an ehemalige sowjetische Kriegsgefangene eingerichtet. Seit 1987 wurde die KZ-Gedenkstätte Husum-Schwesing in Trägerschaft des Kreises Nordfriesland schrittweise aufgebaut. 1988 eröffnete das Jüdische Museum in Rendsburg, das auch als Gedenkstätte fungiert. Die Neustadt in Holstein eröffnete 1990 das Museum Cap Arcona mit einer Dauerausstellung. In Kiel erforschte der AKENS die Geschichte des Arbeitserziehungslagers Nordmark und engagierte sich für einen Gedenkort, der 2000 eingeweiht wurde; ebenso erwarb der Verein Mahnmal Kilian 2001 den Flandernbunker und entwickelte ihn zum Erinnerungs- und Bildungsort.

### Gründung der Stiftung
In diesem breiteren Kontext ist die Stiftungsgründung angesiedelt. Gedenkstättenförderung fand 1996 erstmals Aufnahme in den Landeshaushalt. Nach einem entsprechenden Impuls aus den Gedenkstätten kündigte Kulturministerin Ute Erdsiek-Rave (SPD) im November 2000 an, „die Arbeit der Gedenkstätten in Schleswig-Holstein […] zu sichern und für kommende Generationen auszubauen […] Eine Stiftung ‚Schleswig-Holsteinische Gedenkstätten‘ scheint mir dafür die geeignete Form zu sein.“ Nach Gesprächen mit diversen gesellschaftlichen Gruppen und Organisationen wurde die Bürgerstiftung Schleswig-Holsteinische Gedenkstätten dann am 25. Februar 2002 als rechtsfähige Stiftung des bürgerlichen Rechts mit Sitz in Kiel gegründet. Mit der Stiftung, so heißt es im Gründungsaufruf der Initiatoren, „soll überparteilich und landesweit die Gedenkstättenarbeit in Schleswig-Holstein langfristig gesichert und ausgebaut werden, um an authentischen Orten, wie etwa in Ladelund, Kaltenkirchen, Ahrensbök, Husum-Schwesing und an weiteren noch zu erschließenden Gedenkstätten auf Dauer qualifizierte Vermittlungsarbeit zu leisten“. Zur Begründung hieß es: „Lebendige, wirksame Gedenkstätten helfen unserer Gesellschaft, gegenüber demokratiegefährdenden Tendenzen wachsam und couragiert zu sein. Wir leben in einer paradoxen Situation: Wir haben nicht die Wahl, die Erinnerung an die NS-Zeit auszuschlagen. Und doch müssen wir uns frei für die Erinnerung entscheiden. Wir haben die Gründung einer Bürgerstiftung initiiert, damit sich Institutionen und Personen aus allen Bereichen der Gesellschaft an dieser Aufgabe beteiligen können. In der Bürgerstiftung wird sich der feste Wille dokumentieren, dass die Freiheit und Lebendigkeit unserer Demokratie die Erinnerung an die NS-Verbrechen braucht.“
Den Gründungsvorstand bildeten 2002 Bernd Brandes-Druba, Uwe Danker (Vorsitzender), Stephan Opitz, Karin Penno und Michael Schwer. Von 2008 bis 2023 amtierte Gerhard Fouquet als Vorsitzender des Vorstands. Nachfolgerin ist seit Ende 2023 Marlies Fritzen.

## Stiftungszweck
In der Präambel der Satzung heißt es:

„Die Stiftung fördert bestehende oder noch zu gründende Einrichtungen des Gedenkens an den nationalsozialistischen Terror und damit thematisch und inhaltlich zusammenhängende Projekte, welche
- der Aufklärung und Forschung über Verfolgungs- und Vernichtungsmaßnahmen des nationalsozialistischen Staates dienen und
- eine darauf bezogene Vermittlungsarbeit, mit Blick auf die jüngere und kommende Generation, leisten.

Die Stiftung will darüber hinaus Fremdverstehen, Toleranz und gegenseitige Achtung unter den Menschen fördern, sowie Verständnis und persönlichen Einsatz für den freiheitlichen demokratischen Rechtsstaat stärken und das Bewusstsein für politische Verantwortung entwickeln und vertiefen.“

Als Zwecke der Stiftung werden bestimmt:

„a) die Beschaffung von Mitteln
- zur Förderung des Andenkens an Verfolgte des nationalsozialistischen Terrors einschließlich der Errichtung und Unterhaltung von Gedenkstätten durch eine andere steuerbegünstigte Körperschaft oder durch eine Körperschaft des öffentlichen Rechts sowie

- zur Förderung der Wissenschaft und Forschung auf dem Gebiet der Zeitgeschichte über Verfolgungs- und Vernichtungsmaßnahmen des nationalsozialistischen Staates durch eine andere steuerbegünstigte Körperschaft oder durch eine Körperschaft des öffentlichen Rechts;

b) die Förderung der Erziehung.“

## Stiftungsvermögen und Finanzierung
Gegründet wurde die Bürgerstiftung Schleswig-Holsteinische Gedenkstätten mit einem Startkapital von 513.290,13 Euro. Erststifter waren die Nordelbische Ev.-Luth. Kirche mit 140.048 Euro, die Katholische Kirche mit 15.338 Euro und die Landesbank Kiel mit 51.129 Euro. Das Land Schleswig-Holstein brachte als Zustiftung 255.645,94 Euro ein, die aus dem Verkaufserlös des Schlosses Plön stammten. Zustifter war auch die Hamburger Stiftung zur Förderung von Wissenschaft und Kultur mit einem Beitrag von 51.129,19 Euro.
Da sich das programmatische Ziel, die Fördermittel der Stiftung primär aus bürgerschaftlichen Zustiftungen und Spenden zu finanzieren, als unrealistisch erwies, kommt der Großteil des Budgets seit 2003 aus dem Landeshaushalt. Operativ bedeutete dies in den Anfangsjahren ein auf Landesmitteln und Zinserträgen fußendes Budget von 45.000 bis 60.000 Euro/Jahr. Mit dem Regierungswechsel 2012 zur „Küstenkoalition“ aus SPD, Bündnis 90/Die Grünen und SSW sowie mit der Fortsetzung dieser Politik unter den nachfolgenden Regierungen (Kabinette Günther I und II) hat sich das verfügbare Fördervolumen schrittweise erhöht auf ca. 565.000 Euro/Jahr (2024).

## Organisation
Die Stiftung hat zwei Organe: den Stiftungsrat (Vorsitz: amtierende*r Kulturminister*in, seit Mai 2025: Dr. Dorit Stenke) und den Vorstand. Beratende Aufgaben haben die Stiftungsversammlung und der Wissenschaftliche Beirat. Alle Gremien arbeiten ehrenamtlich.
Anfangs fungierte das Kulturministerium als Geschäftsstelle der Stiftung. Von 2009 bis 2024 betrieb die BGSH eine eigene Geschäftsstelle im Nordkolleg in Rendsburg. Inzwischen hat sie ihren Sitz wieder nach Kiel verlegt. Der Vorstand stützt sich auf zwei hauptamtliche Beschäftigte.
Den aktuellen, seit Ende 2023 amtierenden Vorstand bilden Marlies Fritzen (Vorsitzende), Bettina Greiner (stellv. Vorsitzende), Sven Hamann und Almuth Jürgensen.

## Tätigkeit
Zur Umsetzung ihrer Ziele arbeitet die Stiftung eng mit diversen Behörden, Institutionen und Organisationen zusammen, insbesondere mit dem Ministerium für Allgemeine und Berufliche Bildung, Wissenschaft, Forschung und Kultur des Landes Schleswig-Holstein, den Trägerinstitutionen von Gedenkstätten, der Landesarbeitsgemeinschaft Gedenkstätten und Erinnerungsorte in Schleswig-Holstein e.V. (LAGSH). dem Landesbeauftragten für politische Bildung Schleswig-Holstein, der Heinrich-Böll-Stiftung Schleswig-Holstein e.V. und dem Verband der Gedenkstätten in Deutschland.
Kernaufgabe der Stiftung ist die Förderung von Gedenkstätten und Erinnerungsorten in Schleswig-Holstein, die aktive Bildungsarbeit zur Geschichte des Nationalsozialismus und dessen Verbrechen betreiben. Dies geschieht im Rahmen institutioneller oder Projektförderung. Die Stiftung fungiert jedoch nicht selbst als Träger von Gedenkstätten. Derzeit fördert sie folgende Gedenkstätten institutionell:
- Gedenkstätte Ahrensbök
- KZ-Gedenk- und Begegnungsstätte Ladelund
- KZ-Gedenkstätte Husum-Schwesing
- KZ-Gedenkstätte Kaltenkirchen in Springhisch
- Gedenkstätte Lutherkirche, Lübeck
- Gedenkstätte Lübecker Märtyrer
- Museum Cap Arcona.

Erstmals an die Öffentlichkeit trat die Stiftung im November 2003 mit der Vortragsveranstaltung „Wozu Gedenkstätten?“ mit dem Hamburger Mäzen und Literaturwissenschaftler Jan Philipp Reemtsma, der sich als Zustifter finanziell an der Gründung beteiligt hatte. 2011 entwickelten die BGSH und die Gedenkstätten ein landesweit einheitliches Gestaltungskonzept, das mit gemeinsamem Logo, Hinweisschildern und Flyer umgesetzt wurde. Zur Information über die Gedenkstätten und Erinnerungsorte zur Auseinandersetzung mit dem Nationalsozialismus in Schleswig-Holstein publizierte die Stiftung 2020 einen Wegweiser und einen Imagefilm. Zudem gibt die BGSH die Schriftenreihe zur Erinnerungskultur in Norddeutschland heraus. Von 2012 bis 2020 veröffentlichte die Stiftung den zweimal jährlich erscheinenden Newsletter Gedenkstätten und Erinnerungsorte in Schleswig-Holstein; seit 2022 informiert die BGSH mit einem aktuell erscheinenden Newsletter über ihre Arbeit. Überdies lobt die Stiftung regelmäßig einen Wissenschaftspreis sowie einen Schüler- und Jugendpreis aus. Bisherige Preisträger des Wissenschaftspreises sind:
- 2014 erhielt der Historiker Thomas Tschirner den Preis für seine Studie "Kleine Fische – Das Schicksal sowjetischer Kriegsgefangener in Schleswig-Holstein".
- 2016 wurde die Historikerin Claudia Kuhn für ihre Arbeit "Schlussstrichpraxis in NS-Verfahren der 1960er-Jahre" ausgezeichnet.
- 2018 bekam der Historiker Dr. Martin Göllnitz den Wissenschaftspreis zugesprochen für seine Dissertation "Der Student als Führer? Handlungsmöglichkeiten eines jungakademischen Funktionärskorps am Beispiel der Universität Kiel (1927-1945)".
- 2021 wurde der Historiker und Lehrer Dr. Sven Hamann ausgezeichnet für seine Dissertation "Jeder Käufer sucht möglichst günstig zu kaufen. Raub, Rückerstattung und Entschädigung jüdischen Eigentums in Schleswig-Holstein". Einen mit 500 Euro dotierten Förderpreis erhielt die Historikerin und Lehrerin Melanie Schönbeck für ihre Masterarbeit "Das Mathematische Seminar an der Christian-Albrechts-Universität zu Kiel im Nationalsozialismus. Lehre und Forschung zwischen Anpassung und Unantastbarkeit".[11]

Die Stiftung unterstützt schulische und außerschulische Fahrten von Jugendgruppen zu Gedenkstätten des Bundeslandes. Sie ist auch Förderin und Mitveranstalterin der seit 2000 stattfindenden Landesgedenkstättentagungen in Schleswig-Holstein, ebenso der seit 2019 organisierten Gemeinsamen Gedenkstättentagungen Mecklenburg-Vorpommerns und Schleswig-Holsteins. Darüber hinaus organisiert sie immer wieder öffentliche Vortrags- und Diskussionsveranstaltungen. 2014/15 hat die Stiftung maßgeblich das Landesgedenkstättenkonzept für Schleswig-Holstein mit entwickelt; Eckpunkte zur Fortschreibung des Konzepts sind 2023 in Zusammenarbeit mit der LAGSH entstanden. Ebenfalls zusammen mit der LAGSH veröffentlichte die Stiftung eine Erklärung zum Überfall der Hamas auf Israel am 7. Oktober 2023, zum anschließenden Gaza-Krieg und dem zunehmenden Antisemitismus. Gemeinsam mit der LAGSH, der Gesellschaft für Schleswig-Holsteinische Geschichte und der Heinrich-Böll-Stiftung Schleswig-Holstein trägt die BGSH den Initiativkreis Gedenktag 8. Mai in Schleswig-Holstein.
Inzwischen ist es auch mehrfach gelungen, Fördermittel des Bundes für Gedenkstätten in Schleswig-Holstein zu erhalten. Herausragende Projekte sind:
- 2014 bis 2017 unterstützte die Beauftragte der Bundesregierung für Kultur und Medien (BKM) die Modernisierung der KZ-Gedenk- und Begegnungsstätte Ladelund mit 250.000 Euro im Rahmen der Gedenkstättenkonzeption des Bundes.
- Aus dem Förderprogramm "Jugend erinnert" bewilligte die BKM 2019 insgesamt 700.000 Euro für drei schleswig-holsteinische Projekte in der Gedenkstätte Ahrensbök, der KZ-Gedenkstätte Kaltenkirchen in Springhirsch sowie der KZ-Gedenk- und Begegnungsstätte Ladelund in Kooperation mit der KZ-Gedenkstätte Husum-Schwesing und der Nordsee-Akademie.
- Für das in Neustadt in Holstein geplante Dokumentationszentrum Cap-Arcona-Katastrophe bewilligte der Haushaltsausschuss des Deutschen Bundestages zunächst 2022 eine Anschubfinanzierung von 5 Mio. Euro; 2024 folgte die Förderung des Projekts mit 1,2 Mio. Euro seitens der BKM aus Mittel der Gedenkstättenkonzeption des Bundes.
- Den Ausbau der KZ-Gedenkstätte Husum-Schwesing fördert die Bundesregierung im Rahmen des Programms KulturInvest mit 1,5 Mio. Euro (2023).